# Erythrococca poggeophyton
Erythrococca poggeophyton är en törelväxtart som beskrevs av David Prain. Erythrococca poggeophyton ingår i släktet Erythrococca och familjen törelväxter.
Artens utbredningsområde är Kongo-Kinshasa. Inga underarter finns listade i Catalogue of Life.